# Ilia Maissuradze
Pas d'image ? Cliquez ici

a Compétitions nationales et continentales officielles uniquement.

b Matchs officiels uniquement.
Dernière mise à jour le 13 juin 2025.
Ilia Maissuradze (en géorgien : ილია მაისურაძე et phonétiquement en français : Ilia Maïssouradzé), né le 31 juillet 1977 à Tbilissi, est un joueur de rugby à XV, évoluant au poste de troisième ligne aile.

## Biographie
Ilia Maissuradze est le frère du talonneur international Simon Maisuradze.
Il connaît sa première sélection avec l'équipe de Géorgie le 10 octobre 1997 contre la Croatie. Il fait partie de l'effectif géorgie participant à la Coupe du monde 2007 en France, disputant deux matchs,.
En club, il joue plusieurs saisons au Stade nantais.
Après l'arrêt de sa carrière de joueur, il se reconvertit comme entraîneur, occupant d'abord le rôle d'adjoint avec la sélection géorgienne en 2011, puis celui de sélectionneur de celle des moins de 20 ans, et servant d'entraîneur spécialiste de la touche auprès du Black Lion.